# 武库舰

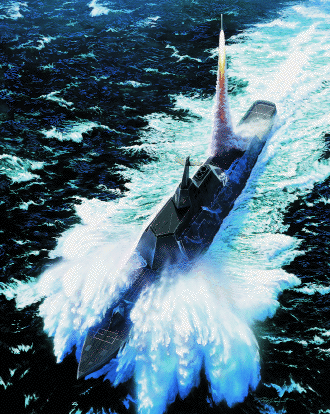
21世紀武庫艦的想像圖

武库舰（英語：Arsenal ship），亦稱武庫艦，是一种概念性的海上导弹发射平台，一般定义为垂直发射系统不少于500个发射架。其装备的导弹大多为巡航导弹，这种武库舰可以被诸如采用宙斯盾系统的军舰在远方控制，也可以被空中預警管制機在空中控制。雖然已經從核心概念設計到某種程度，但未達到具體的建造計劃。因為以前沒有這種艦型，該艦的種類分不清楚，而美國海軍則稱它做「21世紀的戰艦」。

## 開發
火力艦最初的概念是來自1988年發行的美國海軍協會雜誌，雜誌上的船艦想像圖雖然和現在的武庫艦外型不同，但一樣裝載多枚飛彈的艦載垂直發射系統（VLS），即是現在的火力艦核心概念。這種軍艦概念也是一名退伍海軍中將發表的論文，與美國海軍有無直接關係備受質疑，雖然這個論文引人注目但也不會馬上被海軍所採用。真正開始被美國海軍開發是在1995年之後，Jeremy Boorda海軍作戰部長為了取代航空母艦的打擊能力而提議了火力艦。1995年後，計劃急速推進，使用了1998年的軍事預算而省去了測試實驗艦上VLS和聯合接戰能力（Cooperative Engagement Capability, CEC）有效性的花費，預計將建造5艘。
然而這樣理論性的軍艦即使可行，還是有許多不穩問題，海軍內質疑的聲音也逐漸提高。結果武庫艦建造計畫因為Boorda海軍作戰部長在1996年5月16日自殺事件而急轉直下，最後在1997年10月，因經費不足的關係，取消了該艦的建造計畫。

## 船體
該艦的體型頗為巨大，約250至270公尺長，寬約30公尺，排水量在11,900至20,000噸之間，航速約25節，船身有雙層艦殼與強化裝甲，除了艦橋外的甲板上搭載500枚以上的各式飛彈VLS，還裝備有5吋砲和MLRS（多聯裝火箭砲）。
此外也對其設計了低可偵測性的船身，變成如朱瓦特級驅逐艦那樣上層結構小、對雷達波的反射小、匿蹤性高。船上搭載了全自動消防與管制系統、使操縱人員數大幅減少，預計在20~50名內。

## 優點
火力艦的優點是排水量小，製造成本低，一艘約5~8億美金，和航空母艦（單船體就50億美元以上）與神盾艦（約10億美元）等比較起來相當低，維護費用也是非常低。另外由於自動化系統與操作人員少，大幅減少了人事及操作訓練成本。
另外的優點是安全性的提高，預計將火力艦編入航空母艦戰鬥群，取代以前從航空母艦出發的飛機進行轟炸的攻擊方法，改採用由火力艦發射的導彈攻擊，因為如此而使飛行員的生命安全提高許多。

## 缺點
作戰協調、管制系统之複雜，難保系統故障發生的可能性。它的功能算是從許多軍艦裡特別分化出來的一支，可靠性令人懷疑。本身載滿了導彈武器，形同一個巨型火藥庫，若遭敵方擊中，周圍僚艦的安危令人堪憂。如果數據鏈接系統出現故障，裝載的導彈不能使用，其他僚艦即使是完好的，攻擊能力也銳減了。
從投射能力的層面來看，火力艦500發以上的導彈火力比一般的水面艦來的大，但遠不及能以艦載機進行反覆攻擊的航空母艦。再從成本層面來看，火力艦攻擊使用的戰斧導彈，和航空母艦上艦載機使用的炸彈相比，成本相當高，舉例如聯合直接攻擊彈藥約21,000美元，而戰斧巡弋飛彈則要570,000美元。
以射程來說，艦載機能藉由進行空中加油，到達3000公里外的內陸目標，但是戰斧飛彈射程僅2500公里，無法攻擊到內陸，但也有人認為在現代主要城市集中在沿岸地區，所以這不是很大的缺點。雖然導彈也可以在海上補給，但若不用阿利·伯克級驅逐艦的起重機，在海上進行補給會相當地困難。難使武庫艦進行長期間的攻擊。火力艦雖然也有對空對艦的戰鬥能力，但必須依賴其他僚艦和飛機的敵人搜索，探索目標的依賴性高，單艦反潛、防空能力也遠不及航空母艦。

## 外部連結
- FAS page on Arsenal Ships （页面存档备份，存于）
- Dawn H. Driesbach's paper on arsenal ships （页面存档备份，存于）
- TRAMCO Striker page